# Apostolska nunciatura v Venezueli
Apostolska nunciatura v Venezueli je diplomatsko prestavništvo (veleposlaništvo) Svetega sedeža v Venezueli, ki ima sedež v Caracasu.
Trenutni apostolski nuncij je Aldo Giordano.

## Seznam apostolskih nuncijev
- Serafino Vannutelli (23. julij 1869 - 10. september 1875)
- Rocco Cocchia (13. julij 1874 - 9. avgust 1883)
- Mario Mocenni (14. avgust 1877 - 28. marec 1882)
- Spiridion-Salvatore-Costantino Buhadgiar (28. november 1890 - 10. avgust 1891)
- Giulio Tonti (11. julij 1892 - 24. februar 1893)
- Francesco Marchetti Selvaggiani (16. februar 1918 - 4. december 1920)
- Fernando Cento (24. junij 1926 - 26. julij 1936)
- Luigi Centoz (14. september 1936 - 19. februar 1940)
- Armando Lombardi (13. februar 1950 - 1954)
- Sergio Pignedoli (19. oktober 1954 - 15. april 1955)
- Raffaele Forni (24. september 1955 - 27. februar 1960)
- Luigi Dadaglio (28. oktober 1961 - 8. julij 1967)
- Felice Pirozzi (9. januar 1967 - 1970)
- Antonio del Giudice (2. december 1970 - 18. december 1974)
- Giovanni Mariani (11. januar 1975 - januar 1978)
- Ubaldo Calabresi (5. januar 1978 - 23. januar 1981)
- Luciano Storero (2. februar 1981 - 28. junij 1990)
- Oriano Quilici (11. julij 1990 - 8. julij 1997)
- Leonardo Sandri (22. julij 1997 - 1. marec 2000)
- André Pierre Louis Dupuy (27. marec 2000 - 24. februar 2005)
- Giacinto Berloco (24. februar 2005 - 18. junij 2009)
- Pietro Parolin (17. avgust 2009 - 15. oktober 2013)
- Aldo Giordano (26. oktober 2013 - danes)